# Balansrecessie
Een balansrecessie is een economische recessie die optreedt als particulieren en bedrijven meer gaan sparen om schulden af te lossen in plaats van te consumeren of te investeren. Door de hiermee gepaard gaande vraaguitval daalt de economische groei. De term (Engels: balance sheet recession) is geïntroduceerd door de econoom Richard Koo. Koo kwam met deze verklaring voor de Japanse economische crisis die in 1990 begon.
Een balansrecessie is een recessie veroorzaakt door een hoge schuldenlast en niet door veranderingen in de conjunctuur. Bedrijven en particulieren gaan extra sparen en/of schulden aflossen waardoor er minder geld overblijft voor investeringen of consumptie. De vraaguitval leidt tot minder economische activiteiten.
De term vindt zijn oorsprong in de boekhouding waarbij het bezit per definitie gelijk is aan het eigen vermogen en de schulden. Bij een sterke waardedaling van het bezit dan daalt het eigen vermogen en kunnen de schulden zelfs groter worden dan het bezit. Bij een negatief eigen vermogen is de particulier of bedrijf insolvabel en kan failliet gaan. Met een vermindering van de schuldenlast kan het vermogen weer positief worden en een faillissement worden afgewenteld.

## Japan
Aan het begin van 1990 was Japan op een economisch hoogtepunt aangekomen. Op basis van goedkoop geld was de economie gestimuleerd, maar waren ook de prijzen van land, onroerend goed en aandelen tot grote hoogte gestegen. Een sterke val in de waarde van deze bezittingen, tot zo’n 90% vanaf de piek gemeten, bracht particulieren en bedrijven in grote financiële moeilijkheden. De schulden waren hoger dan het bezit waardoor het aflossen van schulden prioriteit kreeg. Bedrijven gingen minder investeren en de kasstroom werd gebruikt voor de reductie van de schulden en in 1998 had het Japanse bedrijfsleven meer kasmiddelen op de balans staan dan schulden. De Japanse overheid ging fors investeren om dit effect te compenseren, waardoor een aanzienlijk begrotingstekort optrad. Dit beleid was effectief, want het bruto binnenlands product van Japan bleef op peil terwijl bij de Amerikaanse Grote Depressie van 1929 tot 1933 de economie halveerde. Koo merkt verder op dat het beleid van de Bank van Japan om de rentestand tot nul te reduceren, om zo de economie te stimuleren, nauwelijks effect heeft gehad.

## En latere crises
De kredietcrisis van 2008 is volgens Koo ook een balansrecessie veroorzaakt door de sterke daling van de waarde van onroerend goed en effecten.
Koo schrijft ook de problemen in de Volksrepubliek China anno 2023 toe aan een balansrecessie. In China is veel geïnvesteerd in infrastructuur en vastgoed, dit is betaald door schulden aan te gaan. Chinese beleidsmakers veroorzaakten onbedoeld een liquiditeitscrisis onder vastgoedontwikkelaars toen ze in 2021 de vereisten voor leningen aanscherpten. Dit beleid is bijgesteld, de rentetarieven zijn verlaagd en het lenen wordt weer gestimuleerd, maar dit heeft zich niet geleid tot een hogere kredietvraag. De huishoudens sparen meer en willen hiermee hun schulden afbouwen uit angst voor dalende woningprijzen.

## Naslagwerk
- (en)  Richard Koo, The Holy Grail of Macroeconomics - Lessons from Japan’s Great Recession. Uitgever: John Wiley (2009) ISBN 9780470824948